# Planta rehidratadora
Una planta rehidratadora es una instalación industrial en el que se procesa la leche en polvo a leche.

## Características
Este tipo de instalaciones se utilizan porque la leche suele transportarse en polvo y debe ser tratada para su venta como leche normal. Para poder transportar leche de otros países sin que la leche caduque hay que extraerle el agua y la grasa burítica de forma que los microbios no tengan agua para sobrevivir. La leche en polvo descremada tiene una caducidad de un año, lo que facilita su transporte. En la planta rehidratadora se agrega grasa burítica y agua.
- Datos: Q5645699